# CHAdeMO

Logo standardu CHAdeMO

Schemat złącza CHAdeMO

CHAdeMO – jeden ze standardów ładowania samochodów elektrycznych, umożliwiający ładowanie prądem stałym, stosowany głównie w japońskich markach samochodów. Początkowo umożliwiał on ładowanie maksymalnie mocą 62,5 kW. Obecny standard CHAdeMO 2.0 podniósł tę wartość do 400 kW.
W Europie (gdzie najpopularniejszym standardem ładowania jest CCS), CHAdeMO jest dość rzadko spotykany.